# Edafe Egbedi
Edafe Egbedi (Nigeria; 5 de agosto de 1993) es un futbolista de Nigeria. Juega como delantero.

## Selección nacional
Egbedi ha jugado 2 mundiales uno Sub-17 en Nigeria y el último la Sub-20 en Colombia.

### Participaciones en Copas del Mundo
| Mundial                     | Sede     | Resultado        | Partidos | Goles |
| --------------------------- | -------- | ---------------- | -------- | ----- |
| Copa Mundial Sub-17 de 2009 | Nigeria  | Subcampeón       | 7        | 3     |
| Copa Mundial Sub-20 de 2011 | Colombia | Cuartos de final | 4        | 3     |